# Peziza azureoides
Peziza azureoides är en svampart som beskrevs av Donadini 1982. Peziza azureoides ingår i släktet Peziza och familjen Pezizaceae.   Inga underarter finns listade i Catalogue of Life.